# Грабово (Донецкая область)
Гра́бово (укр. Грабове) — село в Чистяковской городской общине Горловского района Донецкой области Украины. C 2014 года находится под контролем Донецкой Народной Республики.

## Общие сведения
Код КОАТУУ — 1425281201. Население по переписи 2001 года составляет 1000 человек. Почтовый индекс — 86234. Телефонный код — 6255.

## География
Село расположено на правом берегу реки под названием Миус. К северо-востоку от населённого пункта (по руслу Миуса) проходит граница между Донецкой и Луганской областями. Ниже по течению реки начинается акватория Грабовского водохранилища.

#### Соседние населённые пункты
СЗ: Стрюково (выше по течению Миуса)
З: Рассыпное (село), Рассыпное (посёлок), Петропавловка
В: город Вахрушево (ниже по течению Миуса, левый берег), Садово-Хрустальненский — в Луганской области
ЮЗ: Ровное, Балочное, Пелагеевка
ЮВ: Андреевка (ниже по течению Миуса)

### Топографические карты
- Лист карты M-37-138 Красный Луч. Масштаб: 1 : 100 000. Состояние местности на 1982 год. Издание 1985 г.

## История
Село известно с конца XV века.
Слобода Грабовая (она же Алексеевка и Троицкая) была заселена в вершине реки Миуса на крутой возвышенности, прилегающей к реке с правой стороны при устье Грабовой балки, от которой и получила своё название. Основана войсковым старши́ною Василием Ивановичем Иловайским для детей его поручика Алексея и есаула Николая Иловайских.
До 1918 года слобода входила в Область Войска Донского. В феврале 1918 года в селе была установлена советская власть.
17 июля 2014 года на участке местности между сёлами Петропавловка и Грабово упали на земную поверхность фрагменты сбитого и разрушившегося в воздухе самолёта Boeing 777 авиакомпании Malaysia Airlines. Погибли все 298 человек, находившиеся на борту.
При проведении реформы административно-территориального устройства на Украине село было отнесено к Чистяковской городской общине (центр — город Чистяково/Торез) номинально созданного Горловского района Донецкой области.

## Достопримечательности
В Грабовой слободе существовала церковь во имя Святой Троицы, однопрестольная, каменная, с деревянной крышей. Была заложена она 2 июня 1801 года, освящена 16 мая 1803 года. Колокольня при ней была на деревянных столбах.
В 1899 году к Свято-Троицкой церкви были пристроены два придела: с правой стороны — во имя святого мученика Иосифа-пресвитера, с левой стороны — во имя святого великомученика Пантелеймона.
До нашего времени частично сохранились только стены храма.